# Aetobatus narinari
La raya jaspeada o águila marina moteada, también conocida en Venezuela como chucho y en Ecuador como raya pintada (Aetobatus narinari), es un pez cartilaginoso que habita en aguas costeras poco profundas de los arrecifes de coral y bahías, en profundidades de hasta 80 metros. Su cola es, generalmente, dos a tres veces más larga que su cuerpo y posee en su base varias espinas venenosas.

## Distribución
Se pueden encontrar en las regiones tropicales del Océano Atlántico , incluyendo el golfo de México y las costas de África occidental. Basándose en evidencias genéticas y morfológicas, la comunidad científica ha establecido que la especie presente en el océano Índico (incluyendo el Mar Rojo), en el Sureste Asiático y en Oceanía es Aetobatus ocellatus.  Así mismo, la especie que se puede encontrar en la costa oriental del Pacífico es Aetobatus laticeps.

## Descripción
La raya jaspeada se puede identificar por sus numerosos puntos blancos o anillos en su superficie dorsal, que es de color azul, superficie ventral  es blanca,posee una  larga cola similar a un látigo.  Los ejemplares más grandes pueden crecer hasta una envergadura máxima de 3 metros y pesar unos 230 kg.